# مارگوت والستروم
مارگوت والستروم (سوئدی: Margot Wallström؛ زادهٔ ۲۸ سپتامبر ۱۹۵۴) سیاست‌مدار اهل سوئد است.
وی از سال ۲۰۱۴ تاکنون وزیر امور خارجه سوئد، از سال ۲۰۱۶ تا ۲۰۱۹ وزیر همکاری‌های نوردیک، از سال ۱۹۸۸ تا ۱۹۹۱ وزیر امور حقوقی سوئد، از سال ۲۰۰۴ تا ۲۰۱۰ معاون اول کمیسیون اروپا، از سال ۲۰۰۴ تا ۲۰۱۰ کمیسیونر اروپا در روابط سازمانی و استراتژی ارتباطات و ۱۹۹۹ تا ۲۰۰۴ کمیسیونر اروپا در محیط زیست بوده‌است. والستروم همچنین برندهٔ جوایزی همچون مدرک افتخاری و لژیون دونور شده‌است.